# Schürbek (Schiff, 1902)

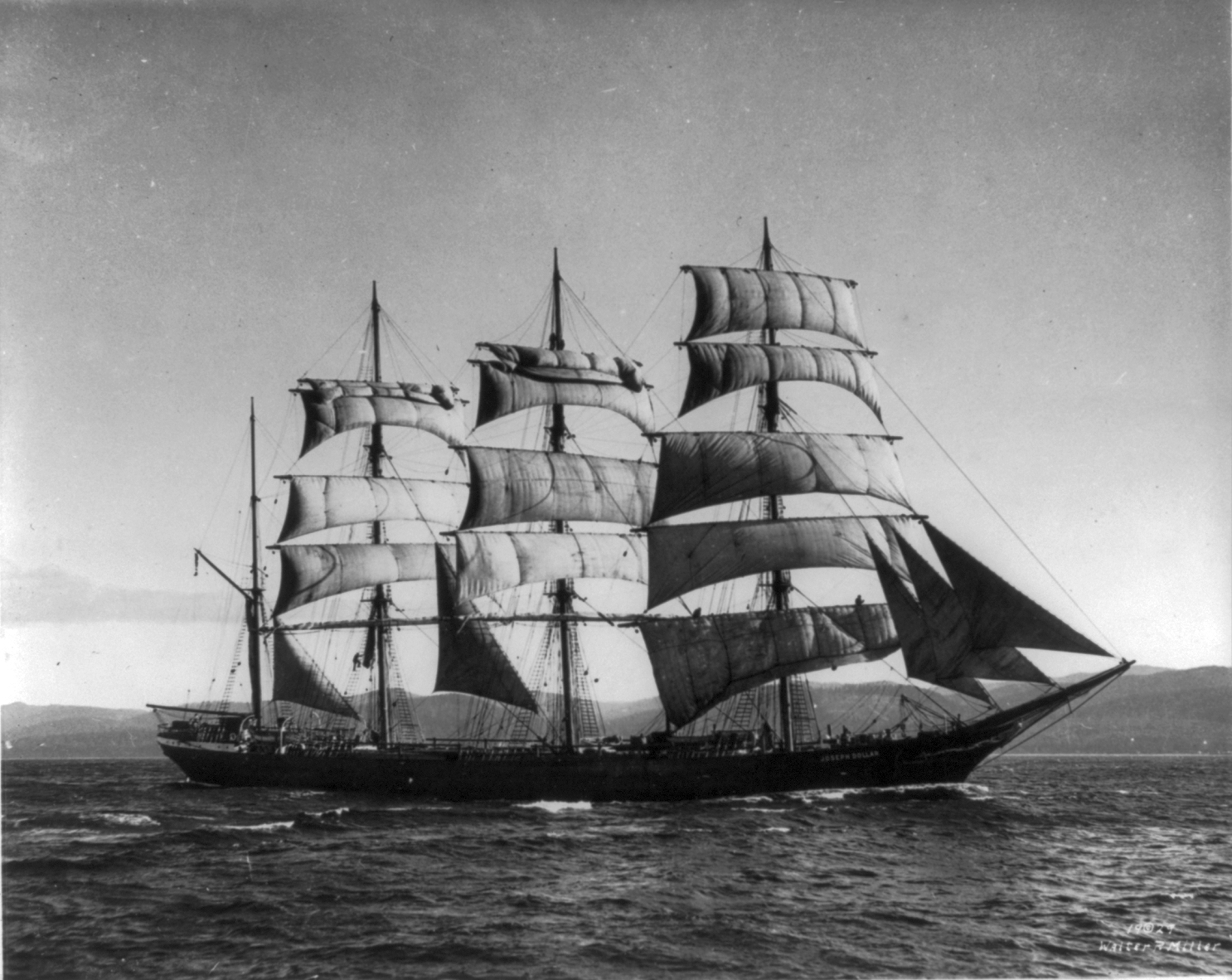
Die Joseph Dollar ex Schürbek, 1929

Die Schürbek war eine deutsche stählerne Viermastbark. Sie kam, als Kriegsentschädigung beschlagnahmt, nach dem Ersten Weltkrieg in US-amerikanischen Besitz und fuhr unter dem Namen Joseph Dollar. Sie war bei ihrer Ausmusterung 1929 die letzte noch aktive stählerne Viermastbark unter amerikanischer Flagge.

## Bau und technische Daten
Das Schiff lief im Mai 1902 mit der Baunummer 324 bei der Werft von J. Reid & Co. in Whiteinch, Glasgow, vom Stapel. Auftraggeber war die Reederei Knöhr & Burchard in Hamburg.
Die Schürbek war 89,52 m lang und 13,12 m breit, hatte 7,51 m Tiefgang und war mit 2405 BRT und 2266 NRT vermessen. Das Schiff war mit einem sogenannten Jubiläumsrigg getakelt, das heißt mit fünf Rahsegeln an jedem der drei vorderen Masten, ohne Royalsegel über den Oberbramsegeln.

## Geschichte
Der Frachtsegler fuhr vor allem zwischen Deutschland und Häfen an der Westküste der USA, Kanadas und Mexikos. Er holte z. B. Weizen aus Nordamerika, brachte Koks nach Santa Rosalía für die dortige Kupferhütte der französischen Compagnie du Boléo und brachte Kupfererz von dort zurück.
Beim Ausbruch des Ersten Weltkriegs im August 1914 befand sich die Schürbeck in Mexiko und wurde, zusammen mit elf weiteren deutschen Großseglern, in Santa Rosalía im Golf von Kalifornien interniert. Dort blieb sie mit den anderen Schiffen bis 1921 aufgelegt.
Bei Kriegsende waren die Schiffe aufgrund jahrelang vernachlässigter Wartung in sehr schlechtem Zustand. Da das Deutsche Reich nach dem Versailler Vertrag den größten Teil seiner Handelsflotte abgeben musste, wurden sie schließlich, als Kriegsbeute konfisziert, im Jahre 1921 für insgesamt lediglich 350.000 US-Dollar an die US-amerikanische Holz- und Papierfirma Robert Dollar & Co. aus San Francisco bzw. deren Tochterfirma Dollar Steamship Co. verkauft. Die Schürbek wurde zunächst nach Sausalito in der Bucht von San Francisco gebracht, erhielt 1922 den Namen Joseph Dollar, und wurde wieder in Dienst gestellt, um Holz von der Nordwestküste der USA nach Ostasien zu transportieren.
Die Zeit der Großsegler war jedoch bald abgelaufen und es wurde auch zu schwierig, erfahrene Offiziere und Besatzungen für sie zu finden. Dollar stieß seine Segler ab, und die meisten von ihnen wurden danach nur noch abgetakelt als Leichter oder Hulken weiterverwendet. Die Joseph Dollar war die letzte noch in Dienst befindliche Viermastbark unter der Flagge der USA. Am 15. Februar 1929, bereits an chinesische Eigentümer verkauft, lief sie von Tacoma und Port Angeles im US-Bundesstaat Washington zum letzten Mal mit einer Ladung Holz nach Japan und China aus. In Shanghai angekommen wurde sie entladen und entmastet und als Lagerschiff auf dem Jangtsekiang verankert.

## Galionsfigur
Die Galionsfigur der Schürbek wurde vor der letzten Fahrt abgenommen und in das De Young Museum in San Francisco gebracht. Dort war sie bis zu dessen starker Beschädigung beim Loma-Prieta-Erdbeben von 1989, danach im Oakland Museum of California ausgestellt. Im Jahre 2012 wurde sie bei einer Auktion für mehr als 150.000 $ verkauft. Für die 2,62 m hohe Figur soll Erna Grohmann (1874–1963) als Modell gedient haben, die älteste Tochter Heinrich Grohmanns, Teilhaber der bedeutenden Segelmacherei A.K. Schmidt & Co. in Altona.